# Chris Taylor
Chris Taylor (Columbia Británica) es un diseñador de videojuegos y emprendedor, conocido por crear el videojuego Total Annihilation, la saga de videojuegos Dungeon Siege y Supreme Commander así como por fundar la empresa Gas Powered Games.

## Juegos acreditados
- HardBall II (1989)
- The Duel: Test Drive II (1989)
- 4-D Boxing (1991)
- Triple Play 96 (1995)
- Dungeon Siege II (2005)
- Supreme Commander: Forged Alliance (2007)
- Demigod (2009)

### Como diseñador
- Total Annihilation (1997)
- Total Annihilation: The Core Contingency (1998)
- Total Annihilation Kingdoms (1999)
- Dungeon Siege (2002)
- Dungeon Siege: Legends of Aranna (2003)
- Dungeon Siege: Throne of Agony (2006)
- Dungeon Siege II: Broken World (2006)
- Supreme Commander (2007)
- Space Siege (2008)
- Supreme Commander 2 (2010)
- Dungeon Siege 3 (TBA)
- Kings and Castles (TBA)